# Postojna
Postojna là một khu tự quản (tiếng Slovenia: občine, số ít – občina) trong vùng Goriška của Slovenia. Postojna có diện tích 269.9 km2, dân số là theo điều tra ngày 31 tháng 3 năm 2002 là 14581 người. Thủ phủ khu tự quản Postojna đóng tại Postojna.